# Warrior Queen
Warrior Queen est une série télévisée britannique réalisée par Thames Television pour ITV  et diffusée du 20 février au 27 mars 1978.
Situé en Grande-Bretagne à l'époque de la domination romaine, ce drame historique met en avant l'actrice Siân Phillips dans le rôle-titre de Boadicée (ou Boudicca), la reine des Iceni, un peuple celte du sud de l'Angleterre. Le film retrace les efforts de la reine pour maintenir la paix puis son combat contre l'occupant romain.

## Synopsis
En 61 ap. J.C., les Romains ont envahi le sud de la Grande-Bretagne. Prasutagus, le roi du peuple celte des Iceni, a conclu une alliance avec les Romains. Sur le point de mourir, il rédige un testament dans lequel il déclare qu'il légue la moitié de son royaume à ses deux filles et l'autre à l'empereur romain Néron. Néanmoins le procurateur romain Catus Decianus semble avoir d'autres intentions.

## Distribution
- Sian Phillips : Boadicée[3]
- Nigel Hawthorne : Caius Decianus
- Michael Gothard : Volthan
- Patti Love : Tasca
- Veronica Roberts : Camora
- Tony Haygarth : Moticcus
- Darien Angadi : Kuno

La série complète de Warrior Queen est disponible sur DVD au Royaume-Uni.

## Source de la traduction
- (en) Cet article est partiellement ou en totalité issu de l’article de Wikipédia en anglais intitulé « Warrior Queen » (voir la liste des auteurs).